# Oligia parathermes
Oligia parathermes är en fjärilsart som beskrevs av George Thomas Bethune-Baker 1911. Oligia parathermes ingår i släktet Oligia och familjen nattflyn. Inga underarter finns listade i Catalogue of Life.